# Lucanus kanoi
Lucanus kanoi là một loài bọ cánh cứng trong họ Lucanidae. Loài này được Kurosawa mô tả khoa học năm 1966.